# Linyphiidae
Linyphiidae este o familie de păianjeni foarte mici, care cuprinde 4631 de specii descrise grupate în 614 genuri din întreaga lume. Astfel, Linyphiidae este a doua cea mai mare familie de păianjeni după Salticidae. Familia este insuficient cunoscută, deoarece noi genuri și specii sunt încă descoperite în întreaga lume. Cel mai nou astfel de gen este Yuelushannus din China, în mod oficial descris în mai 2020. Din cauza dificultății în identificarea a astfel de păianjeni mici, periodic se produc schimbări în taxonomie, pe măsură ce speciile sunt combinate sau separate.

## Clasificare
Există șase subfamilii, dintre care Linyphiinae, Erigoninae și Micronetinae conțin majoritatea speciilor descrise.
Genuri comune sunt Neriene, Lepthyphantes, Erigone, Eperigone, Bathyphantes, Troglohyphantes, genul monotipic Tennesseellum, printre multe altele. Aceștia sunt printre cel mai des întâlniți păianjeni în regiunile temperate, deși mulți sunt, de asemenea, găsiți în zonele tropicale. În general, membrii subfamiliei Linyphiinae sunt mai mari, iar membrii Erigoninae sunt mai mici. Acești păianjeni mici (de obicei de 3 mm sau chiar mai puțin) de obicei „zboară” chiar și ca adulți și pot fi foarte numeroși într-o anumită zonă într-o zi, doar pentru a dispărea în următoarea zi. Unii masculi ai Erigoninae sunt excepționali prin faptul că ochii lor se află pe niște ridicături pe cap. Această caracteristică este dusă la extrem la unii membri ai genului Walckenaeria, în care masculii au ochii amplasați pe o tulpină mai înaltă decât carapacea.

## Răspândire
Păianjenii din această familie apar în aproape întreaga lume. În Norvegia, multe specii au fost găsite deplasându-se pe zăpadă, la temperaturi de până la -7 °C.

## Prădători
Dintre păsări, aușeii cu cap galben sunt cunoscuți drept prădători ai acestor păianjeni.

## Taxonomie
Pimoidae este grupul înrudit cu Linyphiidae. Multe specii au fost descrise în genuri monotipice, în special în Erigoninae, ceea ce reflectă probabil tehnicile utilizate în mod tradițional în această familie. În aprilie 2019, World Spider Catalog accepta următoarele genuri:
- Abacoproeces Simon, 1884 — Austria, Rusia
- Aberdaria Holm, 1962 — Kenya
- Abiskoa Saaristo & Tanasevitch, 2000 — Polonia, Rusia, China
- Acanoides Sun, Marusik & Tu, 2014 — China
- Acanthoneta Eskov & Marusik, 1992 — America de Nord, Asia
- Acartauchenius Simon, 1884 — Asia, Africa, Europa
- Acorigone Wunderlich, 2008 — Azores
- Adelonetria Millidge, 1991 — Chile
- Afribactrus Wunderlich, 1995 — Africa de Sud
- Afromynoglenes Merrett & Russell-Smith, 1996 — Ethiopia
- Afroneta Holm, 1968 — Africa
- Agnyphantes Hull, 1932 — Canada, Rusia, China
- Agyneta Hull, 1911 — America de Sud, Asia, Africa, Europa, America de Nord, Bermuda, Panama, Australia
- Agyphantes Saaristo & Marusik, 2004 — Rusia
- Ainerigone Eskov, 1993 — Rusia, Japonia
- Algarveneta J.Wund., 2021 — Portugalia
- Alioranus Simon, 1926 — Asia, Grecia
- Allomengea Strand, 1912 — Asia, Canada
- Allotiso Tanasevitch, 1990 — Turcia, Georgia
- Anacornia Chamberlin & Ivie, 1933 — Statele Unite
- Anguliphantes Saaristo & Tanasevitch, 1996 — Asia, România
- Anibontes Chamberlin, 1924 — Statele Unite
- Annapolis Millidge, 1984 — Statele Unite
- Anodoration Millidge, 1991 — Brazilia, Argentina
- Anthrobia Tellkampf, 1844 — Statele Unite
- Antrohyphantes Dumitrescu, 1971 — Bulgaria
- Aperturina Tanasevitch, 2014 — Thailanda, Malaezia
- Aphileta Hull, 1920 — Kazakhstan, Statele Unite, Rusia
- Apobrata Miller, 2004 — Filipine
- Aprifrontalia Oi, 1960 — Asia
- Arachosinella Denis, 1958 — Asia
- Araeoncus Simon, 1884 — Europa, Asia, Africa, Noua Zeelandă
- Archaraeoncus Tanasevitch, 1987 — Asia, Europa
- Arcterigone Eskov & Marusik, 1994 — Rusia, Canada
- Arcuphantes Chamberlin & Ivie, 1943 — America de Nord, Asia
- Ascetophantes Tanasevitch & Saaristo, 2006 — Nepal
- Asemostera Simon, 1898 — America Centrală, America de Sud
- Asiagone Tanasevitch, 2014 — Thailanda, China, Laos
- Asiceratinops Eskov, 1992 — Rusia
- Asiophantes Eskov, 1993 — Rusia
- Asperthorax Oi, 1960 — Rusia, Japonia, China
- Asthenargellus Caporiacco, 1949 — Kenya
- Asthenargoides Eskov, 1993 — Rusia
- Asthenargus Simon & Fage, 1922 — Africa, Europa, Asia
- Atypena Simon, 1894 — Asia
- Australolinyphia Wunderlich, 1976 — Australia
- Australophantes Tanasevitch, 2012 — Indonezia, Australia
- Bactrogyna Millidge, 1991 — Chile
- Baryphyma Simon, 1884 — Europa, Asia
- Baryphymula Eskov, 1992 — Japonia
- Bathylinyphia Eskov, 1992 — Asia
- Bathyphantes Menge, 1866 — America de Nord, Asia, Africa, Europa, Argentina, Oceania
- Batueta Locket, 1982 — Asia
- Bifurcia Saaristo, Tu & Li, 2006 — China, Rusia
- Birgerius Saaristo, 1973 — Franța, Spania
- Bisetifer Tanasevitch, 1987 — Ucraina, Rusia
- Bishopiana Eskov, 1988 — Rusia
- Blestia Millidge, 1993 — Statele Unite
- Bolephthyphantes Strand, 1901 — Groenlanda, Rusia, Kazakhstan
- Bolyphantes C. L. Koch, 1837 — Asia, Europa
- Bordea Bosmans, 1995 — Portugalia, Spania, Franța
- Brachycerasphora Denis, 1962 — Africa, Asia
- Bursellia Holm, 1962 — Africa
- Caenonetria Millidge & Russell-Smith, 1992 — Indonezia
- Callitrichia Fage, 1936 — Africa, Asia
- Callosa Zhao & Li, 2017 — China
- Camafroneta Frick & Scharff, 2018 — Camerun
- Cameroneta Bosmans & Jocqué, 1983 — Camerun
- Canariellanum Wunderlich, 1987 — Insulele Canare
- Canariphantes Wunderlich, 1992 — Africa, Israel, Europa
- Capsulia Saaristo, Tu & Li, 2006 — China
- Caracladus Simon, 1884 — Europa, Asia
- Carorita Duffey & Merrett, 1963 — Rusia, China
- Cassafroneta Blest, 1979 — Noua Zeelandă
- Catacercus Millidge, 1985 — Chile
- Catonetria Millidge & Ashmole, 1994 — Insula Ascension
- Caucasopisthes Tanasevitch, 1990 — Caucaz
- Cautinella Millidge, 1985 — Chile
- Caviphantes Oi, 1960 — România, Asia, Statele Unite
- Centromerita Dahl, 1912 — Statele Unite, Canada
- Centromerus Dahl, 1886 — Europa, Asia, Africa, America de Nord
- Centrophantes Miller & Polenec, 1975 — Slovenia, Austria
- Ceraticelus Simon, 1884 — America de Nord, Europa, Rusia, Cuba
- Ceratinella Emerton, 1882 — America de Nord, Asia, Europa, Australia
- Ceratinops Banks, 1905 — Statele Unite, Canada
- Ceratinopsidis Bishop & Crosby, 1930 — Statele Unite
- Ceratinopsis Emerton, 1882 — Africa, America de Nord, Asia, Guatemala, Cuba
- Ceratocyba Holm, 1962 — Kenya
- Cheniseo Bishop & Crosby, 1935 — Statele Unite, Canada
- Chenisides Denis, 1962 — Congo, Kenya
- Cherserigone Denis, 1954 — Algeria
- Chiangmaia Millidge, 1995 — Thailanda
- Chthiononetes Millidge, 1993 — Australia
- Cinetata Wunderlich, 1995 — Georgia
- Cirrosus Zhao & Li, 2014 — China
- Claviphantes Tanasevitch & Saaristo, 2006 — Nepal
- Cnephalocotes Simon, 1884 — Canada, Rusia, Franța
- Collinsia O. Pickard-Cambridge, 1913 — Asia, America de Nord, Europa
- Coloncus Chamberlin, 1949 — Statele Unite, Canada
- Comorella Jocqué, 1985 — Comoros
- Concavocephalus Eskov, 1989 — Rusia
- Conglin Zhao & Li, 2014 — China
- Connithorax Eskov, 1993 — Rusia
- Coreorgonal Bishop & Crosby, 1935 — Statele Unite, Canada
- Cornicephalus Saaristo & Wunderlich, 1995 — China
- Cresmatoneta Simon, 1929 — Asia
- Crispiphantes Tanasevitch, 1992 — China, Coreea, Rusia
- Crosbyarachne Charitonov, 1937 — Turcia, Europa
- Crosbylonia Eskov, 1988 — Rusia
- Cryptolinyphia Millidge, 1991 — Columbia
- Ctenophysis Millidge, 1985 — Chile
- Curtimeticus Zhao & Li, 2014 — China
- Cyphonetria Millidge, 1995 — Thailanda
- Dactylopisthes Simon, 1884 — Europa, Asia, America de Nord
- Dactylopisthoides Eskov, 1990 — Rusia
- Decipiphantes Saaristo & Tanasevitch, 1996 — Belarus, Asia
- Deelemania Jocqué & Bosmans, 1983 — Africa
- Dendronetria Millidge & Russell-Smith, 1992 — Indonezia
- Denisiphantes Tu, Li & Rollard, 2005 — China
- Diastanillus Simon, 1926 — Franța, Austria, Norvegia
- Dicornua Oi, 1960 — Japonia
- Dicymbium Menge, 1868 — America de Nord, Asia
- Didectoprocnemis Denis, 1950 — Europa, Africa
- Diechomma Millidge, 1991 — Columbia
- Diplocentria Hull, 1911 — Asia, Suedia, America de Nord
- Diplocephaloides Oi, 1960 — Coreea, Japonia, China
- Diplocephalus Bertkau, 1883 — Africa, Europa, America de Nord, Asia
- Diploplecta Millidge, 1988 — Noua Zeelandă
- Diplostyla Emerton, 1882 — Turcia, Rusia
- Diplothyron Millidge, 1991 — Venezuela
- Disembolus Chamberlin & Ivie, 1933 — Statele Unite, Canada
- Dismodicus Simon, 1884 — Rusia, America de Nord, Europa
- Doenitzius Oi, 1960 — Asia
- Dolabritor Millidge, 1991 — Columbia
- Donacochara Simon, 1884 — Angola
- Drapetisca Menge, 1866 — Statele Unite, Noua Zeelandă, Asia
- Drepanotylus Holm, 1945 — Asia, Bulgaria
- Dresconella Denis, 1950 — Franța
- Dubiaranea Mello-Leitão, 1943 — America de Sud, Indonezia
- Dumoga Millidge & Russell-Smith, 1992 — Indonezia
- Dunedinia Millidge, 1988 — Noua Zeelandă, Australia
- Eborilaira Eskov, 1989 — Rusia
- Eldonnia Tanasevitch, 2008 — Rusia, Coreea, Japonia
- Emenista Simon, 1894 — India
- Enguterothrix Denis, 1962 — Congo, Asia
- Entelecara Simon, 1884 — America de Nord, Asia, Europa, Algeria
- Eordea Simon, 1899 — Indonezia
- Epibellowia Tanasevitch, 1996 — Rusia, Japonia
- Epiceraticelus Crosby & Bishop, 1931 — Statele Unite
- Epigyphantes Saaristo & Tanasevitch, 2004 — Rusia
- Epigytholus Tanasevitch, 1996 — Rusia, Mongolia
- Episolder Tanasevitch, 1996 — Rusia
- Epiwubana Millidge, 1991 — Chile
- Eridantes Crosby & Bishop, 1933 — Statele Unite, Mexic, Canada
- Erigomicronus Tanasevitch, 2018 — Japonia, Rusia, China
- Erigone Audouin, 1826 — America de Nord, Europa, America de Sud, Panama, Asia, Africa, Caraibe, Oceania
- Erigonella Dahl, 1901 — Canada, Asia, Franța
- Erigonoploides Eskov, 1989 — Rusia
- Erigonoplus Simon, 1884 — Europa, Asia, Maroc
- Erigonops Scharff, 1990 — Africa de Sud
- Erigophantes Wunderlich, 1995 — Indonezia
- Eskovia Marusik & Saaristo, 1999 — Rusia, Canada, Mongolia
- Eskovina Kocak & Kemal, 2006 — Rusia, China, Coreea
- Esophyllas Prentice & Redak, 2012 — Statele Unite
- Estrandia Blauvelt, 1936 — Rusia, China, Japonia
- Eulaira Chamberlin & Ivie, 1933 — Statele Unite, Mexic
- Eurymorion Millidge, 1993 — Brazilia, Bolivia
- Evansia O. Pickard-Cambridge, 1900 —
- Exechopsis Millidge, 1991 — America de Sud
- Exocora Millidge, 1991 — Brazilia, Venezuela, Bolivia
- Fageiella Kratochvíl, 1934 — Serbia, Muntenegru
- Falklandoglenes Usher, 1983 — Insula Falkland
- Fissiscapus Millidge, 1991 — Ecuador, Columbia
- Fistulaphantes Tanasevitch & Saaristo, 2006 — Nepal
- Flagelliphantes Saaristo & Tanasevitch, 1996 — Rusia
- Floricomus Crosby & Bishop, 1925 — Statele Unite, Canada
- Florinda O. Pickard-Cambridge, 1896 — Statele Unite, Mexic
- Floronia Simon, 1887 — Ecuador, Asia
- Formiphantes Saaristo & Tanasevitch, 1996 — Europa
- Frederickus Paquin, Dupérré, Buckle & Crawford, 2008 — Statele Unite, Canada
- Frontella Kulczyński, 1908 — Rusia
- Frontinella F. O. Pickard-Cambridge, 1902 — America de Nord, China, El Salvador
- Frontinellina van Helsdingen, 1969 — Asia, Africa de Sud
- Frontiphantes Wunderlich, 1987 — Madeira
- Fusciphantes Oi, 1960 — Japonia
- Gibbafroneta Merrett, 2004 — Congo
- Gibothorax Eskov, 1989 — Rusia
- Gigapassus Miller, 2007 — Argentina
- Gladiata Zhao & Li, 2014 — China
- Glebala Zhao & Li, 2014 — China
- Glomerosus Zhao & Li, 2014 — China
- Glyphesis Simon, 1926 — Asia, America de Nord, Europa
- Gnathonargus Bishop & Crosby, 1935 — Statele Unite
- Gnathonarium Karsch, 1881 — Asia, America de Nord
- Gnathonaroides Bishop & Crosby, 1938 — Statele Unite, Canada
- Gonatium Menge, 1868 — Asia, Europa, America de Nord, Africa
- Gonatoraphis Millidge, 1991 — Columbia
- Goneatara Bishop & Crosby, 1935 — Statele Unite
- Gongylidiellum Simon, 1884 — Africa, Asia, România, Statele Unite, Argentina
- Gongylidioides Oi, 1960 — Asia
- Gongylidium Menge, 1868 — Asia, Italia
- Grammonota Emerton, 1882 — America de Nord, Columbia, America Centrală, Caraibe
- Graphomoa Chamberlin, 1924 — Statele Unite
- Gravipalpus Millidge, 1991 — Brazilia, Peru, Argentina
- Habreuresis Millidge, 1991 — Chile
- Halorates Hull, 1911 — Kazakhstan, Pakistan
- Haplinis Simon, 1894 — Noua Zeelandă, Australia
- Haplomaro Miller, 1970 — Angola
- Helophora Menge, 1866 — Rusia, China, Statele Unite
- Helsdingenia Saaristo & Tanasevitch, 2003 — Asia, Africa
- Herbiphantes Tanasevitch, 1992 — Rusia, Coreea, Japonia
- Heterolinyphia Wunderlich, 1973 — Bhutan, Nepal
- Heterotrichoncus Wunderlich, 1970 — Europa, Rusia
- Hilaira Simon, 1884 — Asia, America de Nord, Europa
- Himalaphantes Tanasevitch, 1992 — Asia
- Holma Locket, 1974 — Angola
- Holmelgonia Jocqué & Scharff, 2007 — Africa
- Holminaria Eskov, 1991 — Rusia, Mongolia, China
- Horcotes Crosby & Bishop, 1933 — Statele Unite, Rusia, Canada
- Houshenzinus Tanasevitch, 2006 — China
- Hubertella Platnick, 1989 — Nepal
- Hybauchenidium Holm, 1973 — Rusia, America de Nord, Europa
- Hybocoptus Simon, 1884 — Algeria, Maroc, Franța
- Hylyphantes Simon, 1884 — Asia
- Hyperafroneta Blest, 1979 — Noua Zeelandă
- Hypomma Dahl, 1886 — Asia, Macedonia, Guineea Ecuatorială, Statele Unite
- Hypselistes Simon, 1894 — Asia, America de Nord
- Hypselocara Millidge, 1991 — Venezuela
- Hypsocephalus Millidge, 1978 — Franța, Elveția, Italia
- Ibadana Locket & Russell-Smith, 1980 — Nigeria, Camerun
- Iberoneta Deeleman-Reinhold, 1984 — Spania
- Icariella Brignoli, 1979 — Grecia
- Idionella Banks, 1893 — Statele Unite, Mexic
- Improphantes Saaristo & Tanasevitch, 1996 — Asia, Africa, Europa
- Incestophantes Tanasevitch, 1992 — Asia, Europa, America de Nord
- Indophantes Saaristo & Tanasevitch, 2003 — Asia
- Intecymbium Miller, 2007 — Chile, Argentina
- Ipa Saaristo, 2007 — Asia, Europa
- Ipaoides Tanasevitch, 2008 — China
- Islandiana Braendegaard, 1932 — America de Nord, Rusia, Europa
- Ivielum Eskov, 1988 — Rusia, Mongolia, Canada
- Jacksonella Millidge, 1951 — Cyprus, Grecia, Coreea
- Jalapyphantes Gertsch & Davis, 1946 — Mexic, Ecuador
- Janetschekia Schenkel, 1939 — Europa
- Johorea Locket, 1982 — Malaezia
- Juanfernandezia Koçak & Kemal, 2008 — Chile
- Kaestneria Wiehle, 1956 — Asia, America de Nord
- Kagurargus Ono, 2007 — Japonia
- Kalimagone Tanasevitch, 2017 — Malaezia
- Karita Tanasevitch, 2007 — Europa, Rusia
- Kenocymbium Millidge & Russell-Smith, 1992 — Malaezia, Indonezia, Thailanda
- Ketambea Millidge & Russell-Smith, 1992 — Asia
- Kikimora Eskov, 1988 — Finlanda, Rusia
- Knischatiria Wunderlich, 1976 — Australia, Indonezia, Malaezia
- Koinothrix Jocqué, 1981 — Capul Verde
- Kolymocyba Eskov, 1989 — Rusia
- Kratochviliella Miller, 1938 — Europa
- Labicymbium Millidge, 1991 — America de Sud
- Labulla Simon, 1884 — Europa, Rusia
- Labullinyphia van Helsdingen, 1985 — Sri Lanka
- Labullula Strand, 1913 — Camerun, Angola, Comoros
- Laetesia Simon, 1908 — Oceania, Thailanda
- Lamellasia Tanasevitch, 2014 — Thailanda
- Laminacauda Millidge, 1985 — America de Sud, Panama
- Laminafroneta Merrett, 2004 — Africa
- Laogone Tanasevitch, 2014 — China, Laos
- Laperousea Dalmas, 1917 — Australia, Noua Zeelandă
- Lasiargus Kulczyński, 1894 — Asia
- Lepthyphantes Menge, 1866 — Asia, Africa, Europa, America de Nord, Chile
- Leptorhoptrum Kulczyński, 1894 — Rusia, Japonia
- Leptothrix Menge, 1869 — Europa
- Lessertia Smith, 1908 — Spania, Africa, Canada, Noua Zeelandă
- Lessertinella Denis, 1947 — Europa
- Lidia Saaristo & Marusik, 2004 — Kârgâzstan, Kazakhstan
- Limoneta Bosmans & Jocqué, 1983 — Camerun, Kenya, Africa de Sud
- Linga Lavery & Snazell, 2013 — Falkland
- Linyphantes Chamberlin & Ivie, 1942 — Statele Unite, Canada, Mexic
- Linyphia Latreille, 1804 — America de Nord, Asia, America de Sud, America Centrală, Africa, Europa, Oceania
- Locketidium Jocqué, 1981 — Malawi, Kenya, Tanzania
- Locketiella Millidge & Russell-Smith, 1992 — Indonezia
- Locketina Kocak & Kemal, 2006 — Indonezia, Malaezia
- Lomaita Bryant, 1948 — Republica Dominicană
- Lophomma Menge, 1868 — Statele Unite, Rusia
- Lotusiphantes Chen & Yin, 2001 — China
- Lucrinus O. Pickard-Cambridge, 1904 — Africa de Sud
- Lygarina Simon, 1894 — America de Sud
- Machadocara Miller, 1970 — Congo, Zambia
- Macrargus Dahl, 1886 — Europa, Asia
- Maculoncus Wunderlich, 1995 — Taiwan, Grecia, Israel
- Malkinola Miller, 2007 — Chile
- Mansuphantes Saaristo & Tanasevitch, 1996 — Europa, Asia
- Maorineta Millidge, 1988 — Noua Zeelandă, Indonezia
- Maro O. Pickard-Cambridge, 1906 — America de Nord, Asia
- Martensinus Wunderlich, 1973 — Nepal
- Masikia Millidge, 1984 — Rusia, Statele Unite, Canada
- Maso Simon, 1884 — Statele Unite, Portugalia, Algeria, Asia
- Masoncus Chamberlin, 1949 — Statele Unite, Canada
- Masonetta Chamberlin & Ivie, 1939 — Statele Unite
- Mecopisthes Simon, 1926 — Europa, Africa, Asia
- Mecynargoides Eskov, 1988 — Rusia, Mongolia
- Mecynargus Kulczyński, 1894 — Asia, America de Nord, Europa
- Mecynidis Simon, 1894 — Africa
- Megafroneta Blest, 1979 — Noua Zeelandă
- Megalepthyphantes Wunderlich, 1994 — Africa, Asia, Grecia
- Mermessus O. Pickard-Cambridge, 1899 — America de Nord, Caraibe, America Centrală, America de Sud, Asia, Africa de Sud, Noua Zeelandă
- Mesasigone Tanasevitch, 1989 — Asia
- Metafroneta Blest, 1979 — Noua Zeelandă
- Metaleptyphantes Locket, 1968 — Africa, Indonezia
- Metamynoglenes Blest, 1979 — Noua Zeelandă
- Metapanamomops Millidge, 1977 — Germania, Ucraina
- Metopobactrus Simon, 1884 — Europa, America de Nord, Asia
- Micrargus Dahl, 1886 — America de Nord, Europa, Asia, Uganda
- Microbathyphantes van Helsdingen, 1985 — Asia, Africa
- Microctenonyx Dahl, 1886 — Italia, Africa, Statele Unite, Oceania
- Microcyba Holm, 1962 — Africa
- Microlinyphia Gerhardt, 1928 — Africa, America de Nord, Asia
- Microneta Menge, 1869 — Suedia, America de Sud, America de Nord, Papua Noua Guinee, Saint Vincent și Grenadine, Asia
- Microplanus Millidge, 1991 — Columbia, Panama
- Midia Saaristo & Wunderlich, 1995 — Europa
- Miftengris Eskov, 1993 — Rusia
- Millidgea Locket, 1968 — Angola
- Millidgella Kammerer, 2006 — Chile, Argentina
- Minicia Thorell, 1875 — Asia, Europa, Algeria
- Minyriolus Simon, 1884 — Argentina, Italia
- Mioxena Simon, 1926 — Congo, Kenya, Angola
- Mitrager van Helsdingen, 1985 — Indonezia
- Moebelia Dahl, 1886 — Germania, China
- Moebelotinus Wunderlich, 1995 — Rusia, Mongolia
- Molestia Tu, Saaristo & Li, 2006
- Monocephalus Smith, 1906 — Europa
- Monocerellus Tanasevitch, 1983 — Rusia
- Montilaira Chamberlin, 1921 — Statele Unite
- Moreiraxena Miller, 1970 — Angola
- Moyosi Miller, 2007 — Guyana, Brazilia, Argentina
- Mughiphantes Saaristo & Tanasevitch, 1999 — Asia, Europa
- Murphydium Jocqué, 1996 — Kenya, Somalia
- Mycula Schikora, 1994 — Germania, Austria, Italia
- Myrmecomelix Millidge, 1993 — Peru, Ecuador
- Mythoplastoides Crosby & Bishop, 1933 — Statele Unite
- Napometa Benoit, 1977 — St. Helena
- Nasoona Locket, 1982 — Asia, Venezuela
- Nasoonaria Wunderlich & Song, 1995 — Asia
- Nematogmus Simon, 1884 — Asia
- Nenilinium Eskov, 1988 — Rusia, Mongolia
- Nentwigia Millidge, 1995 — Thailanda, Indonezia
- Neocautinella Baert, 1990 — Ecuador, Peru, Bolivia
- Neodietrichia Özdikmen, 2008 — Statele Unite, Canada
- Neoeburnella Koçak, 1986 — Coasta de Fildeș
- Neomaso Forster, 1970 — Chile, Argentina, Brazilia
- Neonesiotes Millidge, 1991 — Seychelles, Fiji, Samoa
- Neriene Blackwall, 1833 — Asia, Africa, America de Nord, Europa
- Neserigone Eskov, 1992 — Rusia, Japonia
- Nesioneta Millidge, 1991 — Asia, Seychelles, Fiji
- Nippononeta Eskov, 1992 — Asia
- Nipponotusukuru Saito & Ono, 2001 — Japonia
- Nispa Eskov, 1993 — Rusia, Japonia
- Notholepthyphantes Millidge, 1985 — Chile
- Nothophantes Merrett & Stevens, 1995 — Britania
- Notiogyne Tanasevitch, 2007 — Rusia
- Notiohyphantes Millidge, 1985 — Mexic, America de Sud
- Notiomaso Banks, 1914 — Chile, Argentina
- Notioscopus Simon, 1884 — Africa de Sud, Asia
- Novafroneta Blest, 1979 — Noua Zeelandă
- Novafrontina Millidge, 1991 — America de Sud, Mexic
- Novalaetesia Millidge, 1988 — Noua Zeelandă
- Nusoncus Wunderlich, 2008 — Europa
- Oaphantes Chamberlin & Ivie, 1943 — Statele Unite
- Obrimona Strand, 1934 — Sri Lanka
- Obscuriphantes Saaristo & Tanasevitch, 2000 — Europa, Asia
- Oculocornia Oliger, 1985 — Rusia
- Oedothorax Bertkau, 1883 — Europa, America de Nord, Asia, Argentina, Africa
- Oia Wunderlich, 1973 — Asia
- Oilinyphia Ono & Saito, 1989 — China, Thailanda, Japonia
- Okhotigone Eskov, 1993 — Rusia, China, Japonia
- Onychembolus Millidge, 1985 — Chile, Argentina
- Ophrynia Jocqué, 1981 — Tanzania, Malawi, Camerun
- Oreocyba Holm, 1962 — Kenya, Uganda
- Oreoneta Kulczyński, 1894 — Asia, America de Nord, Europa
- Oreonetides Strand, 1901 — Asia, America de Nord, Europa
- Oreophantes Eskov, 1984 — Statele Unite, Canada
- Orfeo Miller, 2007 — Brazilia
- Origanates Crosby & Bishop, 1933 — Statele Unite
- Orsonwelles Hormiga, 2002 — Hawaii
- Oryphantes Hull, 1932 — America de Nord, Asia
- Ostearius Hull, 1911 — Africa de Sud, China, Noua Zeelandă
- Ouedia Bosmans & Abrous, 1992 — Europa, Algeria
- Pachydelphus Jocqué & Bosmans, 1983 — Gabon, Sierra Leone, Coasta de Fildeș
- Pacifiphantes Eskov & Marusik, 1994 — America de Nord, Asia
- Pahangone Tanasevitch, 2018 — Malaezia
- Paikiniana Eskov, 1992 — Coreea, China, Japonia
- Palaeohyphantes Millidge, 1984 — Australia
- Palliduphantes Saaristo & Tanasevitch, 2001 — Europa, Asia, Africa
- Panamomops Simon, 1884 — Europa, Asia
- Paracornicularia Crosby & Bishop, 1931 — Statele Unite
- Paracymboides Tanasevitch, 2011 — India
- Paraeboria Eskov, 1990 — Rusia
- Parafroneta Blest, 1979 — Noua Zeelandă
- Paraglyphesis Eskov, 1991 — Rusia
- Paragongylidiellum Wunderlich, 1973 — India, Nepal
- Paraletes Millidge, 1991 — Peru, Brazilia
- Parameioneta Locket, 1982 — Asia
- Parapelecopsis Wunderlich, 1992 — Portugalia, Georgia
- Parasisis Eskov, 1984 — Asia
- Paratapinocyba Saito, 1986 — Japonia
- Paratmeticus Marusik & Koponen, 2010 — Rusia, Japonia
- Parawubanoides Eskov & Marusik, 1992 — Rusia, Mongolia
- Parbatthorax Tanasevitch, 2019 — Nepal
- Parhypomma Eskov, 1992 — Japonia
- Paro Berland, 1942 — Ile. Austral
- Parvunaria Tanasevitch, 2018 — Myanmar
- Patagoneta Millidge, 1985 — Chile
- Pecado Hormiga & Scharff, 2005 — Spania, Maroc, Algeria
- Pelecopsidis Bishop & Crosby, 1935 — Statele Unite
- Pelecopsis Simon, 1864 — Africa, Europa, America de Nord, Asia
- Peponocranium Simon, 1884 — Asia, Europa
- Perlongipalpus Eskov & Marusik, 1991 — Rusia, Mongolia
- Perregrinus Tanasevitch, 1992 — Asia, Canada
- Perro Tanasevitch, 1992 — Rusia, Canada
- Phanetta Keyserling, 1886 — Statele Unite
- Phlattothrata Crosby & Bishop, 1933 — Statele Unite, Rusia
- Phyllarachne Millidge & Russell-Smith, 1992 — Indonezia
- Piesocalus Simon, 1894 — Indonezia
- Piniphantes Saaristo & Tanasevitch, 1996 — Europa, Asia
- Pityohyphantes Simon, 1929 — America de Nord, Asia
- Plaesianillus Simon, 1926 — Franța
- Platyspira Song & Li, 2009 — China
- Plectembolus Millidge & Russell-Smith, 1992 — Filipine, Malaezia, Indonezia
- Plesiophantes Heimer, 1981 — Rusia, Georgia, Turcia
- Plicatiductus Millidge & Russell-Smith, 1992 — Indonezia
- Pocadicnemis Simon, 1884 — America de Nord, Europa, Asia
- Pocobletus Simon, 1894 — Saint Vincent și Grenadine, Costa Rica, Venezuela
- Poecilafroneta Blest, 1979 — Noua Zeelandă
- Poeciloneta Kulczyński, 1894 — Asia, America de Nord
- Porrhomma Simon, 1884 — Asia, America de Nord, Europa
- Praestigia Millidge, 1954 — Canada, Europa, Asia
- Primerigonina Wunderlich, 1995 — Panama
- Prinerigone Millidge, 1988 — Africa, Asia
- Priperia Simon, 1904 — Hawaii
- Procerocymbium Eskov, 1989 — Rusia, Canada
- Proelauna Jocqué, 1981 — Angola, Tanzania, Malawi
- Proislandiana Tanasevitch, 1985 — Rusia
- Promynoglenes Blest, 1979 — Noua Zeelandă
- Pronasoona Millidge, 1995 — Thailanda, Malaezia
- Prosoponoides Millidge & Russell-Smith, 1992 — Asia
- Protoerigone Blest, 1979 — Noua Zeelandă
- Pseudafroneta Blest, 1979 — Noua Zeelandă
- Pseudocarorita Wunderlich, 1980 — Europa Centrală
- Pseudocyba Tanasevitch, 1984 — Rusia, Kazakhstan
- Pseudohilaira Eskov, 1990 — Rusia
- Pseudomaro Denis, 1966 — Europa
- Pseudomaso Locket & Russell-Smith, 1980 — Nigeria
- Pseudomicrargus Eskov, 1992 — Japonia
- Pseudomicrocentria Miller, 1970 — Africa de Sud, Malaezia
- Pseudoporrhomma Eskov, 1993 — Rusia
- Pseudotyphistes Brignoli, 1972 — America de Sud
- Pseudowubana Eskov & Marusik, 1992 — Rusia, Mongolia
- Psilocymbium Millidge, 1991 — America de Sud
- Racata Millidge, 1995 — Indonezia, Thailanda
- Rhabdogyna Millidge, 1985 — Chile
- Ringina Tambs-Lyche, 1954 — Ila. Crozet
- Russocampus Tanasevitch, 2004 — Rusia
- Ryojius Saito & Ono, 2001 — Coreea, Japonia, China
- Saaristoa Millidge, 1978 — Japonia, Statele Unite
- Sachaliphantes Saaristo & Tanasevitch, 2004 — Asia
- Saitonia Eskov, 1992 — China, Japonia, Coreea
- Saloca Simon, 1926 — Turcia, Nepal, Rusia
- Satilatlas Keyserling, 1886 — Statele Unite, Canada, Rusia
- Sauron Eskov, 1995 — Rusia, Kazakhstan
- Savignia Blackwall, 1833 — Asia, Statele Unite, Australia, Europa, Comoros
- Savigniorrhipis Wunderlich, 1992 — Azores
- Scandichrestus Wunderlich, 1995 — Suedia, Finlanda, Rusia
- Schistogyna Millidge, 1991 — Chile
- Sciastes Bishop & Crosby, 1938 — Europa, Rusia, America de Nord
- Scirites Bishop & Crosby, 1938 — Statele Unite, Canada
- Scironis Bishop & Crosby, 1938 — Statele Unite
- Scolecura Millidge, 1991 — Brazilia, Columbia, Argentina
- Scolopembolus Bishop & Crosby, 1938 — Statele Unite
- Scotargus Simon, 1913 — Algeria, Rusia
- Scotinotylus Simon, 1884 — Asia, America de Nord, Europa
- Scutpelecopsis Marusik & Gnelitsa, 2009 — Asia, România
- Scylaceus Bishop & Crosby, 1938 — Statele Unite, Canada
- Scyletria Bishop & Crosby, 1938 — Statele Unite, Canada
- Selenyphantes Gertsch & Davis, 1946 — Mexic, Guatemala
- Semljicola Strand, 1906 — Asia, Europa, America de Nord
- Sengletus Tanasevitch, 2008 — Egipt, Israel, Iran
- Shaanxinus Tanasevitch, 2006 — China
- Shanus Tanasevitch, 2006 — China
- Sibirocyba Eskov & Marusik, 1994 — Rusia
- Silometopoides Eskov, 1990 — Asia, America de Nord, Groenlanda
- Silometopus Simon, 1926 — Europa, Asia
- Simplicistilus Locket, 1968 —
- Sinolinyphia Wunderlich & Li, 1995
- Sinopimoa Li & Wunderlich, 2008 — China
- Sintula Simon, 1884 — Asia, Europa, Africa
- Sisicottus Bishop & Crosby, 1938 — Statele Unite, Canada, Rusia
- Sisicus Bishop & Crosby, 1938 — Rusia, Statele Unite, Canada
- Sisis Bishop & Crosby, 1938 — Statele Unite, Canada
- Sisyrbe Bishop & Crosby, 1938 — Statele Unite
- Sitalcas Bishop & Crosby, 1938 — Statele Unite
- Smerasia Zhao & Li, 2014 — China
- Smermisia Simon, 1894 — America de Sud, Costa Rica
- Smodix Bishop & Crosby, 1938 — Statele Unite, Canada
- Solenysa Simon, 1894 — Asia
- Soucron Crosby & Bishop, 1936 — Statele Unite, Canada
- Souessa Crosby & Bishop, 1936 — Statele Unite
- Souessoula Crosby & Bishop, 1936 — Statele Unite
- Sougambus Crosby & Bishop, 1936 — Statele Unite, Canada
- Souidas Crosby & Bishop, 1936 — Statele Unite
- Soulgas Crosby & Bishop, 1936 — Statele Unite
- Spanioplanus Millidge, 1991 — Venezuela, Peru
- Sphecozone O. Pickard-Cambridge, 1871 — America de Sud, Statele Unite, Trinidad
- Spiralophantes Tanasevitch & Saaristo, 2006 — Nepal
- Spirembolus Chamberlin, 1920 — Statele Unite, Canada, Mexic
- Stemonyphantes Menge, 1866 — Asia, Ucraina, America de Nord
- Sthelota Simon, 1894 — Panama, Guatemala
- Stictonanus Millidge, 1991 — Chile
- Strandella Oi, 1960 — Asia
- Strongyliceps Fage, 1936 — Kenya, Uganda
- Styloctetor Simon, 1884 — Europa, America de Nord, Asia
- Subbekasha Millidge, 1984 — Canada
- Syedra Simon, 1884 — Europa, Asia, Congo
- Symmigma Crosby & Bishop, 1933 — Statele Unite
- Tachygyna Chamberlin & Ivie, 1939 — Statele Unite, Canada
- Taibainus Tanasevitch, 2006 — China
- Taibaishanus Tanasevitch, 2006 — China
- Tallusia Lehtinen & Saaristo, 1972 — Asia, Grecia
- Tanasevitchia Marusik & Saaristo, 1999 — Rusia
- Tapinocyba Simon, 1884 — Europa, Algeria, America de Nord, Asia
- Tapinocyboides Wiehle, 1960 — India
- Tapinopa Westring, 1851 — Statele Unite, Europa, Asia
- Tapinotorquis Dupérré & Paquin, 2007 — Statele Unite, Canada
- Taranucnus Simon, 1884 — Europa, Asia, Statele Unite
- Tarsiphantes Strand, 1905 — Rusia, Canada, Groenlanda
- Tchatkalophantes Tanasevitch, 2001 — Asia
- Tegulinus Tanasevitch, 2017 — Indonezia
- Tennesseellum Petrunkevitch, 1925 — Statele Unite
- Tenuiphantes Saaristo & Tanasevitch, 1996 — Asia, Europa, Africa, America de Nord, America de Sud, Noua Zeelandă
- Ternatus Sun, Li & Tu, 2012
- Tessamoro Eskov, 1993 — Rusia
- Thainetes Millidge, 1995 — Thailanda
- Thaiphantes Millidge, 1995 — Thailanda
- Thaleria Tanasevitch, 1984 — Rusia, Statele Unite
- Thapsagus Simon, 1894 — Madagascar
- Thaumatoncus Simon, 1884 — Europa, Algeria, Israel
- Theoa Saaristo, 1995 — Asia, Seychelles
- Theoneta Eskov & Marusik, 1991 — Rusia
- Theonina Simon, 1929 — Rusia, Algeria
- Thyreobaeus Simon, 1889 — Madagascar
- Thyreosthenius Simon, 1884 — Rusia
- Tibiaster Tanasevitch, 1987 — Kazakhstan
- Tibioploides Eskov & Marusik, 1991 — Asia, Estonia
- Tibioplus Chamberlin & Ivie, 1947 — Asia, Statele Unite
- Tiso Simon, 1884 — Canada, Groenlanda, Asia
- Tmeticides Strand, 1907 — Madagascar
- Tmeticodes Ono, 2010 — Japonia
- Tmeticus Menge, 1868 — Asia, America de Nord
- Tojinium Saito & Ono, 2001 — Japonia
- Toltecaria Miller, 2007 — Mexic
- Tomohyphantes Millidge, 1995 — Indonezia
- Toschia Caporiacco, 1949 — Africa
- Totua Keyserling, 1891 — Brazilia
- Trachyneta Holm, 1968 — Congo, Malawi
- Traematosisis Bishop & Crosby, 1938 — Statele Unite
- Trematocephalus Dahl, 1886 — Asia, Franța
- Trichobactrus Wunderlich, 1995 — Mongolia
- Trichoncoides Denis, 1950 — Franța, Asia
- Trichoncus Simon, 1884 — Europa, Africa, Asia
- Trichoncyboides Wunderlich, 2008 — Elveția, Germania, Austria
- Trichopterna Kulczyński, 1894 — Asia, Europa, Africa
- Trichopternoides Wunderlich, 2008 — Europa
- Triplogyna Millidge, 1991 — Brazilia, Argentina, Columbia
- Troglohyphantes Joseph, 1881 — Europa, Algeria, Asia
- Troxochrota Kulczyński, 1894 — Rusia
- Troxochrus Simon, 1884 — Europa, Asia, Angola
- Tubercithorax Eskov, 1988 — Rusia
- Tunagyna Chamberlin & Ivie, 1933 — Rusia, Canada, Statele Unite
- Turbinellina Millidge, 1993 — Chile, Argentina
- Turinyphia van Helsdingen, 1982 — China, Coreea, Japonia
- Tusukuru Eskov, 1993 — Statele Unite, Rusia
- Tutaibo Chamberlin, 1916 — America de Nord, America de Sud, Guatemala
- Tybaertiella Jocqué, 1979 — Coasta de Fildeș, Nigeria, Ethiopia
- Typhistes Simon, 1894 — Sri Lanka, Ethiopia, Africa de Sud
- Typhlonyphia Kratochvíl, 1936 — Croația
- Typhochrestinus Eskov, 1990 — Rusia
- Typhochrestoides Eskov, 1990 — Rusia
- Typhochrestus Simon, 1884 — Europa, Africa, Asia, America de Nord
- Uahuka Berland, 1935 — Ila. Marquesas
- Uapou Berland, 1935 — Ila. Marquesas
- Ulugurella Jocqué & Scharff, 1986 — Tanzania
- Ummeliata Strand, 1942 — Asia
- Uralophantes Esyunin, 1992 — Ucraina, Rusia
- Ussurigone Eskov, 1993 — Rusia
- Uusitaloia Marusik, Koponen & Danilov, 2001 — Rusia
- Vagiphantes Saaristo & Tanasevitch, 2004 — Central Asia
- Venia Seyfulina & Jocqué, 2009 — Kenya
- Vermontia Millidge, 1984 — Statele Unite, Canada, Rusia
- Vesicapalpus Millidge, 1991 — Brazilia, Argentina
- Vietnagone Tanasevitch, 2019 — China, Vietnam
- Viktorium Eskov, 1988 — Rusia
- Vittatus Zhao & Li, 2014 — China
- Wabasso Millidge, 1984 — Rusia, America de Nord, Groenlanda
- Walckenaeria Blackwall, 1833 — Europa, Asia, Africa, America de Nord, America Centrală, Columbia, Cuba
- Walckenaerianus Wunderlich, 1995 — Asia, Bulgaria
- Wiehlea Braun, 1959 — Western Europa
- Wiehlenarius Eskov, 1990 — Rusia, Europa
- Wubana Chamberlin, 1919 — Statele Unite
- Wubanoides Eskov, 1986 — Rusia, Japonia, Mongolia
- Yakutopus Eskov, 1990 — Rusia
- Yuelushannus Irfan et al., 2020 — China
- Zerogone Eskov & Marusik, 1994 — Rusia
- Zilephus Simon, 1902 — Argentina
- Zornella Jackson, 1932 — America de Nord, Asia
- Zygottus Chamberlin, 1949 — Statele Unite